# Препреке (будизам)
Препреке (nivarana) у будизму јесу главне унутрашње баријере које спречавају развијање пажње и увида. 
Пет препрека (pañćanivarana) су чулна жеља (kamacchanda), зловоља (bjapada), лењост и умртвљеност (thina-middha), узнемиреност и стрепња (uddhacca-kukkucca) и сумња (vicikiccha).

## Пет препрека

### Чулне жеље
Чулне жеље настају из непромишљеног удубљивања у предмете привлачне чулима, а уклањају се медитацијом о непривлачности.

### Зловоља
Зловоља настаје из непромишљеног удубљивања у одбојне нам предмете, а уклања се развијањем пријатељске љубави.

### Тромост
Тромост и поспаност настају попуштањем пред досадом и лењошћу, а уклањају се буђењем енергије.

### Узмениреност
Узнемиреност, брига и кајање настају из непромишљеног разматрања узнемирујућих мисли, а уклањају се промишљеним разматрањем смирења.

### Сумња
Сумња настаје из непромишљеног разматрања нејасних ствари, а уклања се учењем, истраживањем и трагањем.